# Nhái cây xỉn màu
Nhái cây xỉn màu, tên khoa học Hypsiboas boans, là một loài ếch thuộc họ Nhái bén. Loài này có ở Bolivia, Brasil, Colombia, Ecuador, Guyane thuộc Pháp, Guyana, Panama, Peru, Suriname, Trinidad và Tobago, và Venezuela.
Môi trường sống tự nhiên của chúng là rừng ẩm vùng đất thấp nhiệt đới hoặc cận nhiệt đới, sông ngòi, và đầm nước ngọt có nước theo mùa. Trước đây nó có danh pháp là Hyla boans.

## Hình ảnh

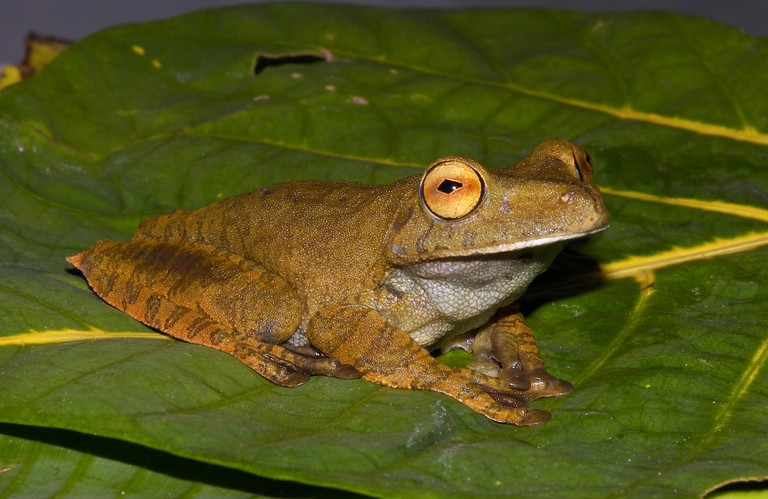
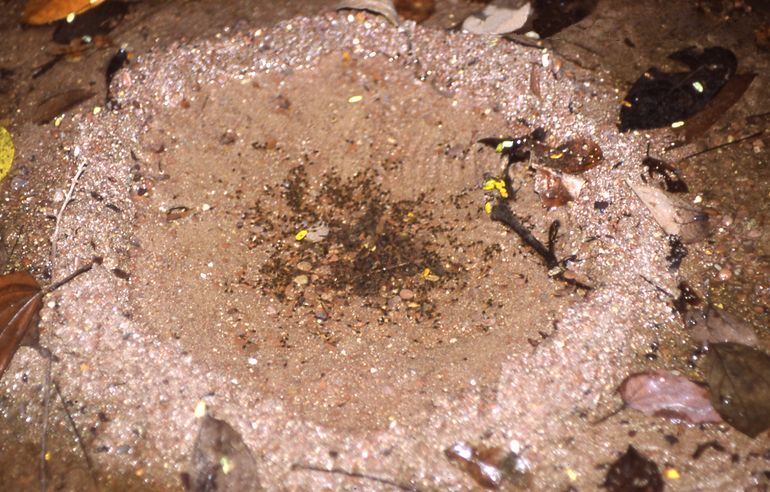
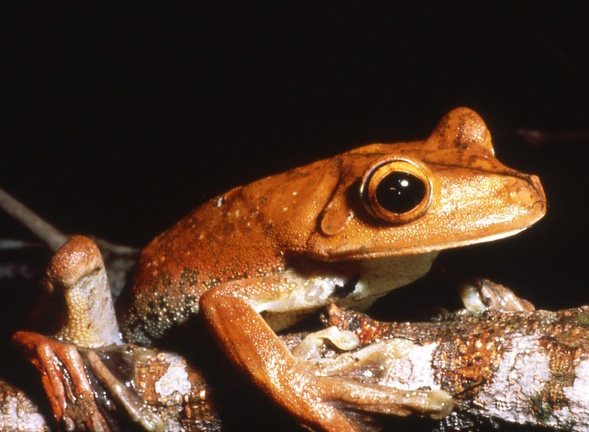
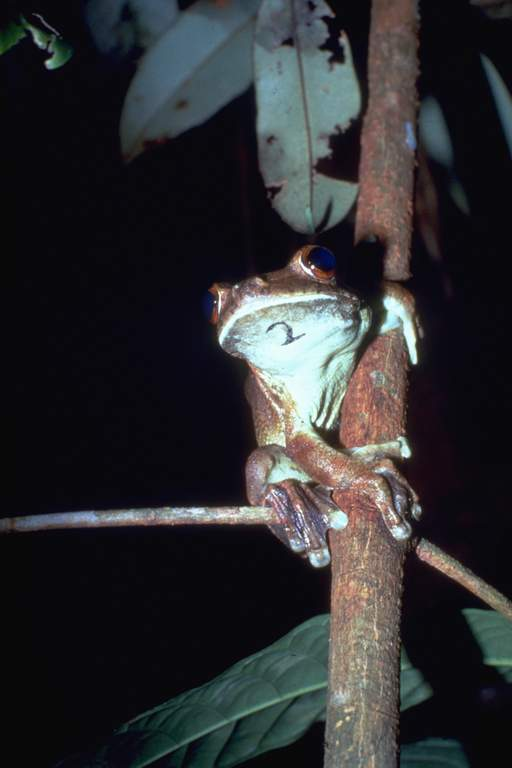